# Sinn Féin Republicano
El Sinn Féin Republicano (RSF; gaélico: Sinn Féin Phoblachtach; inglés: Republican Sinn Féin) es un movimiento republicano irlandés activo tanto en la República de Irlanda como en Irlanda del Norte, aunque no está registrado en ninguno de los dos países. El RSF se fundó en 1986 como resultado de un cisma en la organización anterior (Sinn Féin). Hasta entonces sus miembros eran partidarios del Sinn Féin y de su brazo armado, el IRA Provisional. El partido se considera a sí mismo como heredero del republicanismo tradicional y verdadero; sin embargo desde su fundación, en particular después de los Acuerdos de Viernes Santo, el RSF es visto por la prensa como un movimiento de "republicanos disidentes", porque son uno de los pocos grupos que no renunciaron al uso de la lucha armada (son el brazo político del IRA de la Continuidad) como medio para obtener sus objetivos (la reunificación de Irlanda). 

## El cisma en el Sinn Féin y el IRA Provisional
En 1986 el Sinn Féin convocó un Ard Fheis (congreso) para tratar la continuidad de la política tradicional de no asistencia al Dáil Éireann (parlamento de la República de Irlanda). Hasta entonces los candidatos del SF que eran elegidos al Dáil no ocupaban sus puestos, como protesta por considerar que dicha cámara era ilegítima.
La línea dura del Sinn Féin se opuso a la finalización de esa política, viéndola como una ruptura de la perspectiva tradicional del IRA desde 1926, que consideraba al Dáil Éireann como una asamblea ilegal constituida por una acta del Parlamento británico en 1922. Consideraban que el Estado debía estar constituido por toda la isla de Irlanda (Éire Nua), una república que incluyese los 32 condados de la isla. La República de Irlanda solo ejercía su soberanía sobre 26 condados, dado que 6 condados en la provincia histórica del Úlster pertenecían al Reino Unido. Los partidarios de mantener el abstencionismo en el Dáil decían expresar los deseos del Consejo Militar del IRA.
La ratificación del cambio por una mayoría de dos tercios fue ridiculizada por sus detractores, que afirmaban que fue una acción ilegal según la sección 1B de los estatutos del Sinn Féin. Dicha sección era una regla que decía que cada persona que afirma su voluntad de ocupar su asiento en el parlamento sería dada de baja del SF. Como alternativa propusieron eliminar la sección 1B y retrasar la decisión sobre el Dáil hasta el año siguiente.
Cuando la propuesta no fue atendida se retiraron del Ard Fheis como protesta y se reunieron en otro lugar. Este sector consideró posteriormente que los miembros del partido que votaron a favor de acabar con el abstencionismo dejaban de pertenecer a éste, y que ellos mismos eran el Sinn Féin del republicanismo "verdadero". Debido a esto, los miembros de RSF reclaman el derecho exclusivo de utilizar el nombre de Sinn Féin. Los seguidores del abstencionismo protestaron argumentando que la votación del Ard Fheis fue manipulada: en 1986 el número de votos fue el doble de los de 1985, mientras que en 1987 el número volvió a bajar al nivel de 1985.

## El RSF y la identidad de losprovos

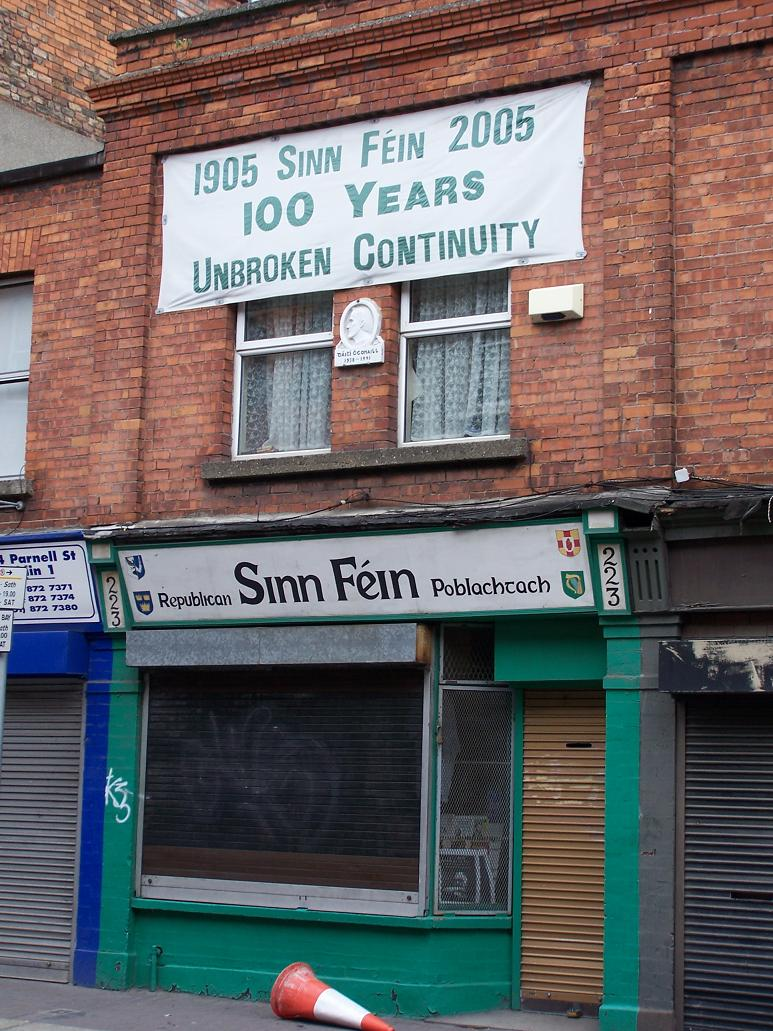
Sede del Sinn Féin Republicano en Dublín.

En un proceso irónicamente similar al que creó el IRA Provisional, el núcleo del grupo disidente fue compuesto por los mismos dirigentes que se retiraron del Ard Fheis del IRA en 1969 para formar el IRA Provisional y el Sinn Féin Provisional (desde entonces la mayor facción del IRA y del Sinn Féin, que conservó su nombre histórico). Entre ellos estaban Ruairí Ó Brádaigh, Des Long, Joe O'Neill, Frank Glynn, y Dáithí Ó Conaill. Otro militante muy importante durante los Troubles que mostró su apoyo al RSF fue Billy McKee, un miembro del Consejo Militar del IRA Provisional en la década de 1970 y excomandante de la Brigada de Belfast del IRA. Sean Tracey, otro partidario del RSF al principio, luego abandonaría el movimiento. La deserción al RSF incluyó nueve de los 10 miembros del Ejecutivo de Vigilancia del Sinn Féin (había 20 miembros en total) que formaron parte del ejecutivo desde su formación en 1970 como el foro dirigente del IRA Provisional.

## Dirección y carácter
El presidente del consejo de RSF al principio fue Dáithí Ó Conaill, pero tras el primer Ard Fheis resultó elegido Ó Brádaigh como presidente, puesto que ocupó hasta noviembre de 2009, cuando fue sustituido por Des Dalton. El RSF, al contrario que el Sinn Féin de Gerry Adams, tiene la mayoría de sus afiliados en la República de Irlanda, mientras que el grupo de Adams es más activo en Irlanda del Norte.

### En el movimiento republicano en su totalidad
El RSF no es una organización militar en sí misma. Más bien se ven a sí mismos como parte de un movimiento más grande que incluye el IRA de la Continuidad (CIRA), Cumann na mBan (Liga de las Mujeres; el ala femenina del IRA), Na Fianna Eireann (Guerreros/Soldados de Irlanda; rama juvenil del IRA) y otros que tienen ideas similares a las del RSF. Cumann na mBan, por ejemplo, fue una organización aliada de los disidentes en el Ard Fheis de 1986. Una de los vicepresidentes del RSF fue Jacqueline Hayden, que forma parte de Cumann na mBan. Los socios del RSF y otros grupos como Cumann na mBan coinciden en muchos casos. Una consecuencia de esa situación son las acusaciones contra el RSF de estar involucrado en el IRA de la Continuidad como tapadera de las actividades terroristas de ese grupo. El RSF niega ser el ala política del IRA de la Continuidad; no obstante el RSF no condena las actividades de estos, y ven a la organización como parte del movimiento republicano.
A pesar de sus declaraciones, el RSF está considerado por el Departamento de Estado de los Estados Unidos como grupo terrorista afiliado al IRA de la Continuidad.

## El RSF y el Acuerdo de Viernes Santo
A pesar de los cambios en la situación en Irlanda del Norte desde la década de 1980 el RSF mantiene su principio de abstención, rechazando ocupar asientos ganados en elecciones al Parlamento británico, al Dáil Éireann y a la Asamblea de Irlanda del Norte (NIA). Al contrario que el Sinn Féin, el RSF no se presenta a las elecciones a los dos primeros cuerpos, pero sí a la asamblea norirlandesa, como en el año 2007. El partido se niega a reconocer la legitimidad del Acuerdo de Viernes Santo, diciendo que el referéndum convocado para aprobarlo no incluyó la opción de un Estado unido irlandés en las votaciones, y además porque hubo dos votaciones diferentes, una en la República de Irlanda y otra en Irlanda del Norte. 
El RSF se opone a la asamblea norirlandesa debido a su perspectiva de que el parlamento es un medio de asegurar la presencia británica en Irlanda, diciendo que «aquellos nacionalistas que ocuparon asientos en el nuevo Stormont (una referencia al parlamento norirlandés hasta marzo de 1972) [...] son culpables de traición a la República Irlandesa».
De vez en cuando el RSF se presenta a las elecciones municipales en la República de Irlanda, pero hasta 2007 no se presentó a ninguna elección en Irlanda del Norte. El partido empezó a presentarse porque hoy la ocupación de asientos en la Asamblea no requiere una jura a la Corona británica. Al principio el RSF pensaba presentar 23 candidatos en 1989, incluyendo 3 antiguos concejales del Sinn Féin. Pero el Parlamento británico introdujo una acta requiriendo que todos los candidatos en las elecciones aceptaran una declaración de renuncia a cualquier organización terrorista o actos terroristas en Irlanda del Norte. El RSF no aceptó aquellas condiciones, replicando que dicha condición «busca la repudiación pública del IRA, Cumann na mBan, Na Fianna Éireann y además el derecho del pueblo irlandés a terminar con la ocupación británica mediante la lucha armada.» Como resultado del rechazo, los candidatos del RSF fueron inhabilitados. El RSF no fue registrado por la comisión electoral en Irlanda del Norte como partido político, estatus que significa que en las elecciones norirlandesas las siglas "RSF" no pueden aparecer en las papeletas electorales, ni hacer emisiones políticas o gastar más de 5.000 libras en su campaña electoral.